# Мария Анна Юлиана фон Насау-Диленбург
Мария Анна Юлиана фон Насау-Диленбург (на немски: Maria Anna Juliana von Nassau-Dillenburg; * 8 април 1592, Диленбург; † 13 май 1645, Берлебург) е графиня от Насау-Диленбург и чрез женитба графиня на Сайн-Витгенщайн-Берлебург.

## Произход
Тя е дъщеря на граф Георг фон Насау-Диленбург (1562 – 1623) и първата му съпруга графиня Анна Амалия фон Насау-Саарбрюкен (1565 – 1605), дъщеря на граф Филип IV фон Насау-Вайлбург (1542 – 1602) и първата му съпруга Ерика фон Мандершайд-Шлайден († 1581). Баща ѝ се жени втори път през 1605 г. за графиня Амалия фон Сайн-Витгенщайн (1585 – 1633), дъщеря на граф Лудвиг I фон Зайн-Витгенщайн (1532 – 1605) и Елизабет фон Золмс-Лаубах (1549 – 1599).
Сестра е на бъдещия княз Лудвиг Хайнрих фон Насау-Диленбург (1594 – 1662) и полусестра на Маргарета (1606 – 1661), омъжена 1626 г. за граф Ото фон Липе-Браке (1589 – 1657).

## Фамилия
Мария Анна Юлиана се омъжва на 7 ноември 1608 г. в Диленбург за граф Георг II фон Зайн-Витгенщайн (* 30 април 1565; † 16 декември 1631, Берлебург), вдовец на графиня Елизабет фон Насау-Вайлбург (1572 – 1607), най-възрастният син на граф Лудвиг I фон Зайн-Витгенщайн (1532 – 1605) и първата му съпруга Анна фон Золмс-Браунфелс (1538 – 1565). Нейният съпруг Георг II е полубрат на нейната мащеха Амалия фон Сайн-Витгенщайн. Тя е втората му съпруга. Двамата имат осем деца:
- Йохан Филип фон Сайн (* 20 септември 1609; † 17 юни 1636)
- Вилхелм фон Сайн (* 1610; умира млад)
- Йохан фон Сайн (* 22 октомври 1611; † 15 октомври 1632 в битка при Азбах)
- Вилхелм фон Сайн (* 28 март 1613; † 2 септември 1641)
- Йохан Филип фон Сайн (* ок. 1615)
- Анна Амалия фон Сайн (* ок. 1618)
- Бернхард (* 8 октомври 1622; † 13 декември 1675), граф на Сайн и Витгенщайн-Ноймаген, женен I. август 1647 г. в Зиген за графиня Елизабет Юлиана фон Насау-Зиген (1620 – 1665); II. сл. 1665 г. за графиня Вилхелмина Юлиана фон Берг с'Хееренберг (1638 – 1714)
- Кристина фон Сайн (* ок. 1624)